# Çamlık, Yeniçağa
Çamlık là một xã thuộc huyện Yeniçağa, tỉnh Bolu, Thổ Nhĩ Kỳ. Dân số thời điểm năm 2010 là 57 người.